# Music for 18 Musicians
Music for 18 Musicians (en anglès, música per a 18 músics) és una obra de minimalisme musical composta per Steve Reich entre els anys 1974-1976. Es va estrenar el 24 d'abril de 1976 a l'Ajuntament de Nova York. Posteriorment, es va publicar un enregistrament de la mà d'ECM Sèrie Nova.
En la seva introducció a la composició, Reich esmenta que tot i que la peça és anomenada Música per 18 Músics, no és necessari interpretar la peça amb tan pocs músics, en tant que es poden doblar moltes parts. Si es preveuen 18 intèrprets, les parts es van compondre de la manera següent:
1. violí
2. violoncel
3. veu femenina
4. veu femenina
5. veu femenina
6. piano
7. piano
8. piano i maraques
9. marimba i maraques
10. marimba i xilòfon
11. marimba i xilòfon
12. marimba i xilòfon
13. metal·lòfon i piano
14. piano i marimba
15. marimba, xilòfon i piano
16. clarinet i clarinet baix
17. clarinet i clarinet baix
18. piano i veu femenina

L'obra es basa en un cicle d'onze acords. Cadascuna de les peces que la formen és basada al seu torn en un d'aquests acords, i cada peça retorna al cicle original a mesura que s'apropa al final. Aquestes peces o seccions de l'obra original s'anomenen "Pulses" ("polsos") i "Section I-XI". Aquesta obra va ser el primer intent de Reich de compondre per grups instrumentals més grans, i aquesta quantitat d'intèrprets va resultar en un creixement dels efectes psicoacústics, que van fascinar el compositor. Un factor prominent en aquesta obra és l'augment de les harmonies i les melodies, i la manera com es desenvolupen en aquesta creació. Un altre factor important en la peça és l'ús de la respiració humana, emprada als clarinets i les veus, que col·laboren en l'estructura de l'obra i li aporten un cert pols. Els intèrprets generen la nota pròpia de cada secció durant tanta estona com poden, mentre que cada acord és desconstruït de manera melòdica per la resta del col·lectiu instrumental, que també van incrementant la durada de les notes. El metal·lòfon (un vibràfon desendollat), s'empra per indicar els canvis de patró o els canvis de secció.
Algunes seccions de l'obra tenen una estructura en forma de quiasme (ABCDCBA), i Reich va adonar-se que aquesta composició tenia més moviments harmònics als primers cinc minuts de partitura que en totes les altres composicions que havia fet fins aquell moment.
L'any 2003, David Bowie va incloure l'enregistrament d'aquesta composició dins una llista dels seus 25 discs favorits, titulada "Confessions of a Vinyl Junkie", anomenant-lo "Balinese gamelan music cross-dressing as minimalism" (un gamelan de Bali disfressat de minimalisme).

## Enregistraments
Hi ha hagut moltes interpretacions d'aquesta obra peça, i hi ha sis enregistraments comercials:
- La versió original d'ECM interpretada per Steve Reich and Musicians
- La versió d'Ensemble Modern
- La versió Nonesuch, interpretada per Reich and Musicians juntament amb músics nous. Un enregistrament nou d'aquesta versió apareix al disc "Steve Reich: Works 1965-1995)[6]
- El grup de percussió Amadinda en va fer un enregistrament en directe[7]
- La versió del New Music Ensemble de la Grand Valley State University
  - Aquest enregistrament (del 2007) fou el primer fet amb el sistema de so surround, i va rebre elogis d'arreu, incloent el de Steve Reich.[8]
- La versió d'Harmonia Mundi, interpretada per l'Ensemble Signal.[9]